# Kistufell (berg i Island, Norðurland eystra, lat 64,78, long -17,22)
Kistufell är ett berg i republiken Island. Det ligger i regionen Norðurland eystra, 230 km öster om huvudstaden Reykjavík. Toppen på Kistufell är 446 meter över havet, eller 203 meter över den omgivande terrängen. Bredden vid basen är 2,5 km.
Trakten runt Kistufell är nära nog obefolkad, med mindre än två invånare per kvadratkilometer. Det finns inga samhällen i närheten. Trakten runt Kistufell är permanent täckt av is och snö.